# Nijō (Familie)

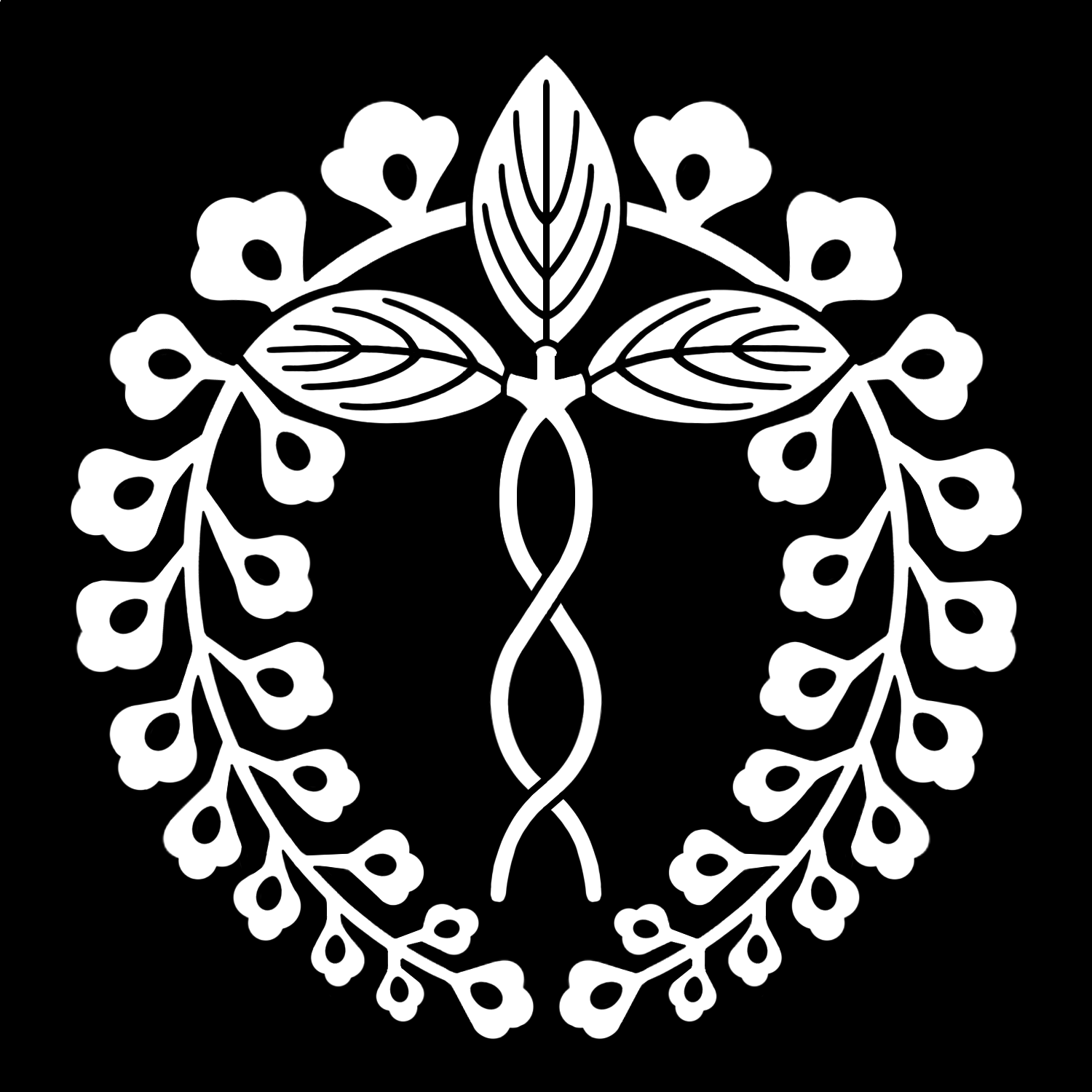
Wappen der Nijō (Nijō-Wisteria)

Die Nijō (japanisch 二条家, Nijō-ke) waren eine Familie des japanischen Hofadels (Kuge), die sich von Fujiwara Michiie (1192–1252) ableitete. Die Nijō gehörten zu den Fünf Familien (Go-sekke), aus denen die Kaiserinnen und die Kampaku (Regent) gewählt wurden.

## Genealogie
- Yoshizane (良実; 1216–1271), Michiies Sohn, war der erste, der den Namen Nijō annahm. Er wurde Sadaijin und Kampaku und erhielt den Namen Fukkōen-in (普光園院).
- Michihira (道平; 1287–1335), Yoshizanes Urenkel, wurde 1316 Kampaku, wurde nach der Thronbesteigung Kaisers Go-Daigo abgelöst von Ichijō Uchitsune, aber übernahm das Amt dann später wieder von 1327 bis 1329. Er diente treu dem Kaiser Go-Daigo und erhielt den Namen Nochi no Kōmyōshō-in (後光明照院).
- Yoshimoto (良基; 1320–1388), Michihiras Sohn, war nacheinander Udaijin, Sadaijin, Kampaku, Daijō-daijin, Sangū (1376) und Sesshō des Nordhofes (1382). Er erhielt nach seinem Tode den Namen Nochi no Fukōen-in (後普光園院). Er zeichnete sich als Dichter und Schriftsteller aus und hinterließ um die 15 Bücher.
- Mochimoto (持基; 1390–1445), Yoshimotos Enkel, war 1424 Kampaku, 1429 Sesshō, dann 1434 wieder Kampaku. Er erhielt den Namen Nochi no Fukushō-in (後福照院).

Die Nijō führten nach der Meiji-Restauration den Titel Herzog.